# Florian Cynk
Florian Stanisław Cynk, né le 3 mai 1838 et mort le 10 octobre 1912, est un peintre polonais, notamment de sujets religieux, et un éminent professeur d'art. Il a également travaillé comme illustrateur.

## Biographie
Florian Cynk est né à Cracovie et commence ses études à l'Académie des Beaux-Arts de Cracovie avec Wojciech Stattler (en) et Władysław Łuszczkiewicz en 1858. Plus tard, il fréquente l'Académie des beaux-arts de Dresde (1862-1863) et l'Académie des beaux-arts de Munich (1863-1867).
En 1877, il est nommé professeur de dessin à son alma mater, l'Académie de Cracovie. Pendant son séjour, il fait des copies d'œuvres de Jan Matejko qui seront transformées en gravures sur bois, et il aide Matejko à tracer la perspective sur ses immenses peintures. Il fournit également des illustrations pour le Tygodnik Illustrowany (en) et d'autres périodiques.
En 1886, il est élu président de la Société des amis des beaux-arts de Cracovie (en). En 1888, il peint « Notre-Dame de la Couronne polonaise » pour l'autel d'une église à Stryj et, avec Matejko, crée des portraits des saints Kinga et Adalbert dans une église de Stary Wiśnicz.
Plusieurs de ses étudiants deviendront des artistes connus ; comme Stanisław Wyspiański, Piotr Stachiewicz, Jan Wojnarski (en), Ludwik Stasiak (en), Artur Markowicz (en), Wojciech Weiss, Ludwik Misky (en), Józef Rapacki (en), Stefan Filipkiewicz (en), Władysław T. Benda (en) et Zefiryn Ćwikliński (en).
Cynk meurt à Cracovie le 10 octobre 1912.

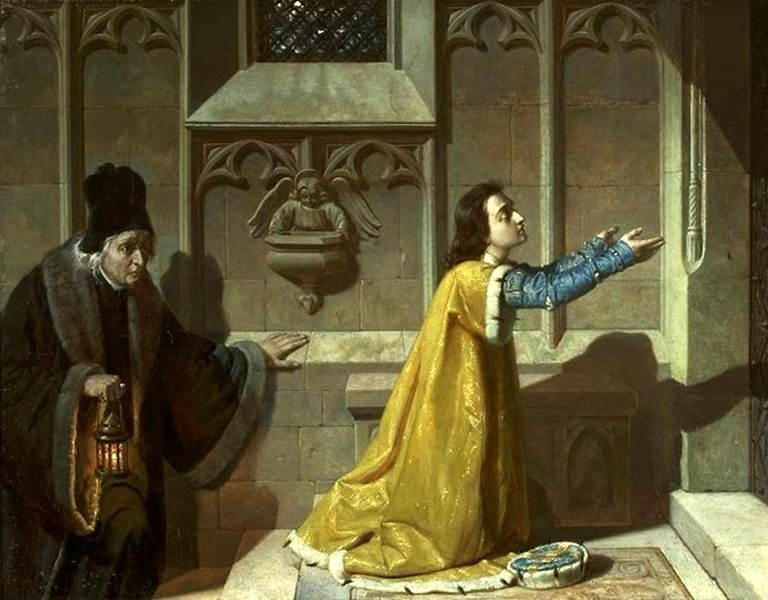
Długosz et Saint Casimir (vers 1869, musée national de Varsovie)
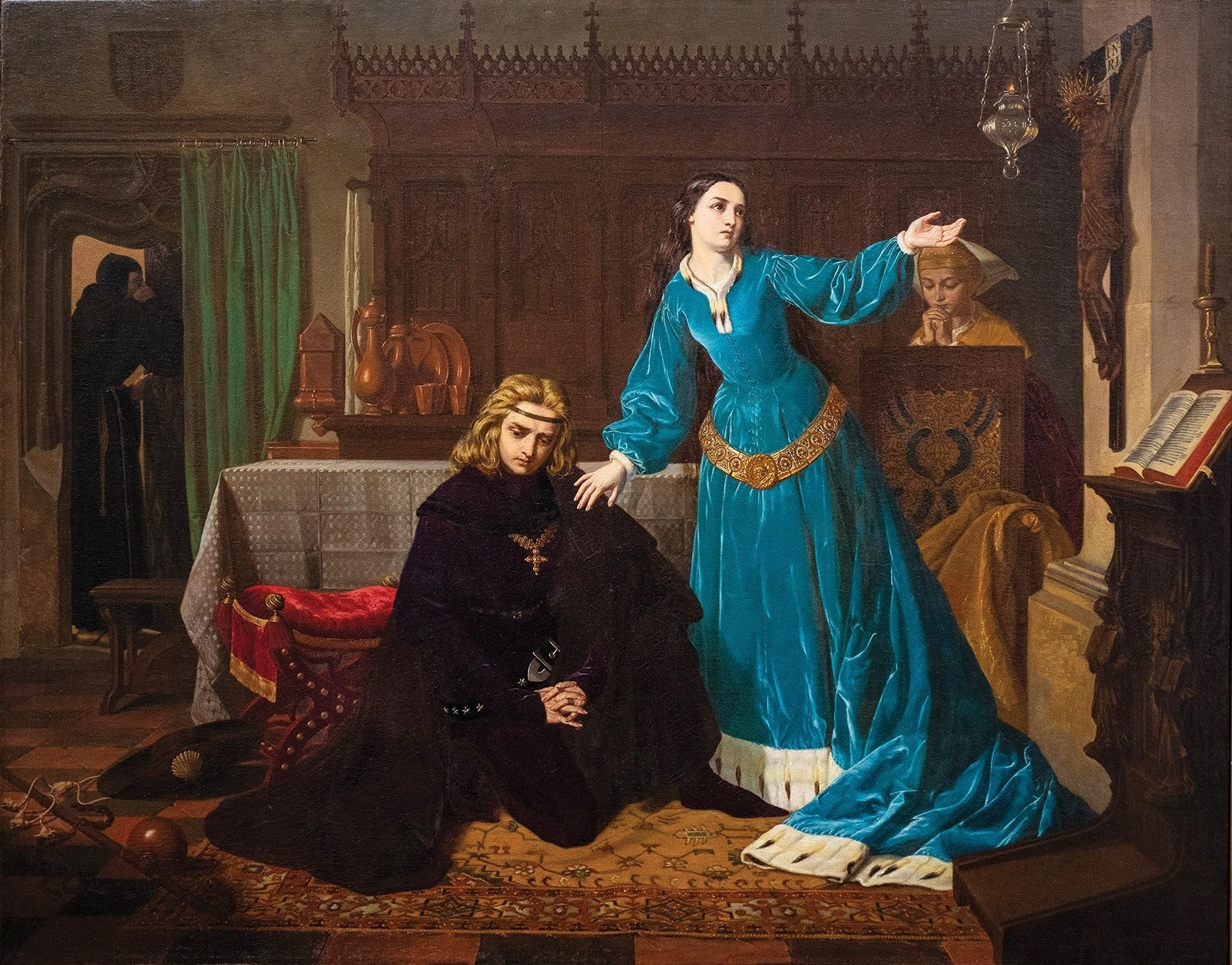
La dernière vision de Jadwiga et Wilhelm dans le réfectoire de l'église franciscaine de Cracovie (1869)
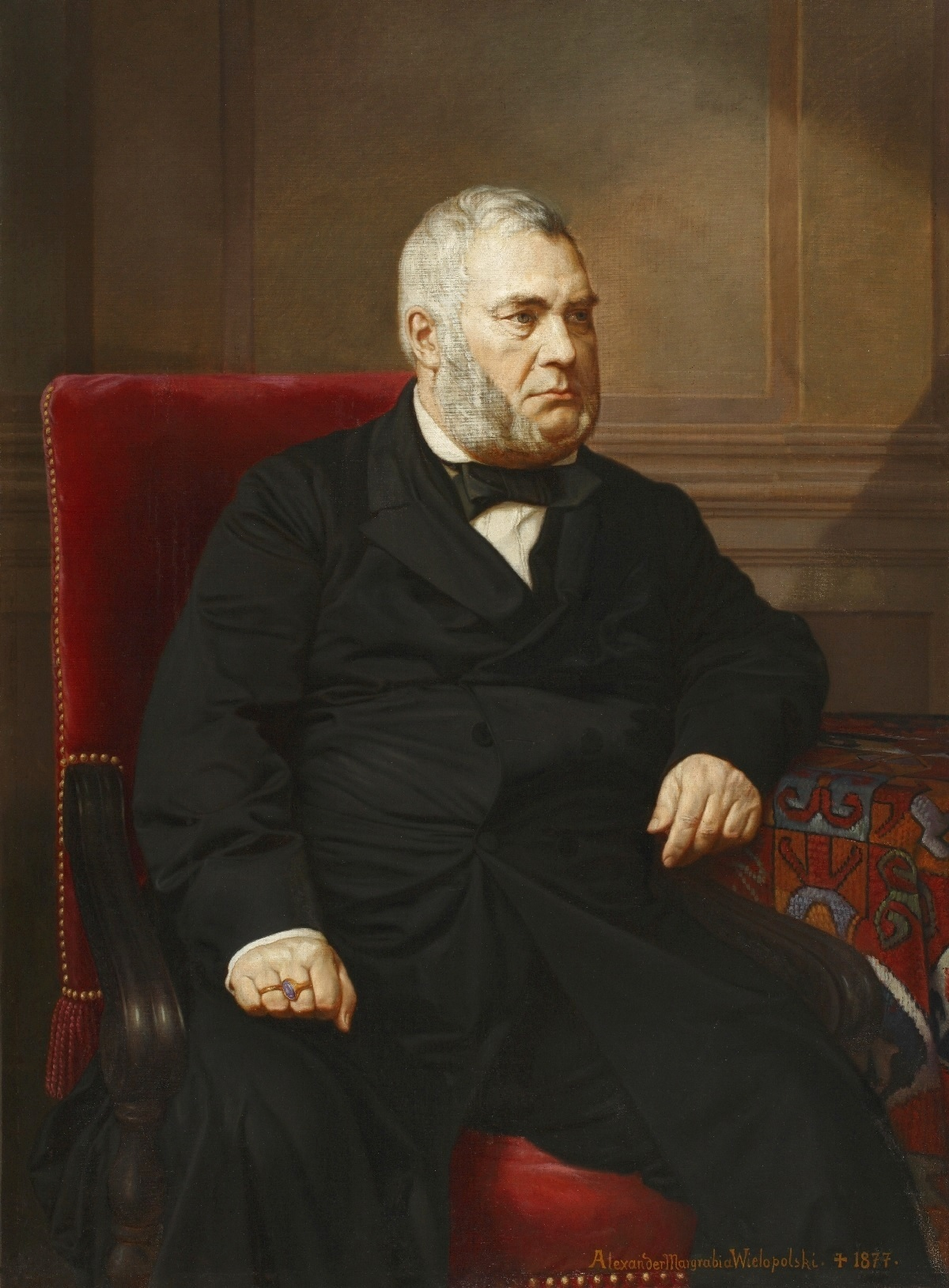
Portrait d'Aleksandra Wielopolskiego (vers 1876)
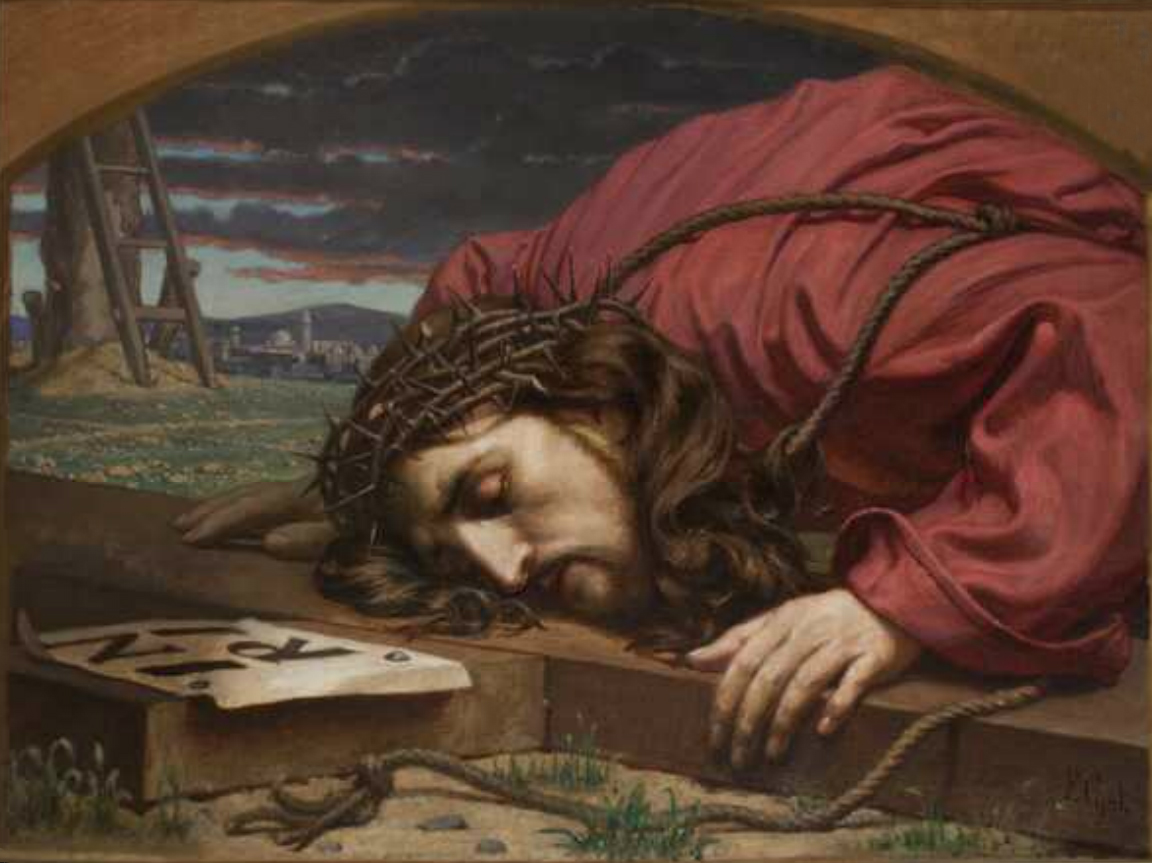
Christ tombant sous la croix (musée national de Varsovie)